# Aureliano (cónsul 400)
Aureliano (393-416), fue un prominente político del Imperio Romano de Oriente.

## Biografía
Aureliano era hijo del Cónsul de 361, Tauro y hermano de Cesáreo; tuvo un hijo llamado Tauro, Cónsul en 428. Aureliano era cristiano, y mando erigir una iglesia a San Esteban.
Fue Praefectus urbi de Constantinopla entre 393 y 394. Cuando el Magister militum godo Gainas ascendió al poder en la corte del emperador Arcadio, quitó a todos los partidarios de su enemigo Eutropio; eligió a Aureliano como Prefectura del pretorio de Oriente (agosto de 399), reemplazando a Eutychianus, elegido por Eutropio. Por lo tanto, se convirtió en el funcionario civil más poderoso y participó en el juicio contra Eutropio, que comenzó en Calcedonia en septiembre de ese año y culminó en la ejecución de este último. Fue nombrado cónsul para el año 400, pero su colega en Occidente, el magister militum Estilicón no lo reconoció en un acto de confrontación abierta con la corte oriental y particularmente con Gainas. Seguía siendo prefecto a principios de los 400, cuando recibió la orden de confiscar las propiedades de Eutropio y destruir sus estatuas.
A mediados de abril de 400, Gainas, que se había rebelado con sus godos, fue a Constantinopla, donde forzó a Arcadio a entregar a Aureliano y a Saturnino; Aureliano fue exiliado (y posiblemente depuesto), pero sus bienes no fueron confiscados. Después de la derrota de los godos en Constantinopla (12 de julio de 400), Aureliano regresó triunfalmente a la capital. Se sabe por las leyes que se le enviaron y se conserva en el Código de Teodosio que fue prefecto pretoriano de oriente por segunda vez entre el 414 y el 416.
Fue una figura importante en el Senado hasta avanzada edad y el Senado le dedicó una estatua en oro.